# Doris Rankin
Pour les articles homonymes, voir Rankin.
Doris Rankin (née le 24 août 1887 à New York, morte le 18 mars 1947 à Washington) est une actrice de théâtre et de cinéma.

## Biographie
Elle fait ses débuts au théâtre à l'âge de cinq ans dans la compagnie de son père. Elle est la demi-sœur de Phyllis Rankin Davenport et de Gladys Rankin Drew.
Elle épouse en 1904 l'acteur Lionel Barrymore dont elle divorce en décembre 1922 après avoir eu une fille Mary en 1905 puis une autre fille Ethel en 1909, toutes deux mortes en bas âge. Elle se remarie avec l'auteur britannique Roger Malcolm Mortimer.
Elle meurt le 18 mars 1947 à Washington où elle est incinérée.

## Filmographie
- 1920 : The Copperhead
- 1920 : The Devil's Garden
- 1921 : The Great Adventure
- 1921 : Jim the Penman
- 1925 : Lena Rivers
- 1929 : Love at First Sight
- 1930 : Her Unborn Child
- 1931 : L'Ange de la nuit (Night Angel)
- 1936 : Come Closer, Folks (en)
- 1937 : The Great Gambini
- 1937 : Hoosier Schoolboy
- 1937 : Fit for a King
- 1937 : Boy of the Streets
- 1938 : Saleslady
- 1938 : You Can't Take It with You
- 1939 : Society Smugglers
- 1939 : Zenobia